# Olsker (plaats)
Olsker (uitspraak met "O" in school) is een gehucht in de Olskerse parochie op het noordelijke Bornholm.
Het dankt zijn naam aan de ronde kerk van de plaats: Sankt Ols Kirke. Verder dankt het zijn bekendheid aan de levendige handel in antiquiteiten, en de jaarlijkse zomer-revue.

## Externe link

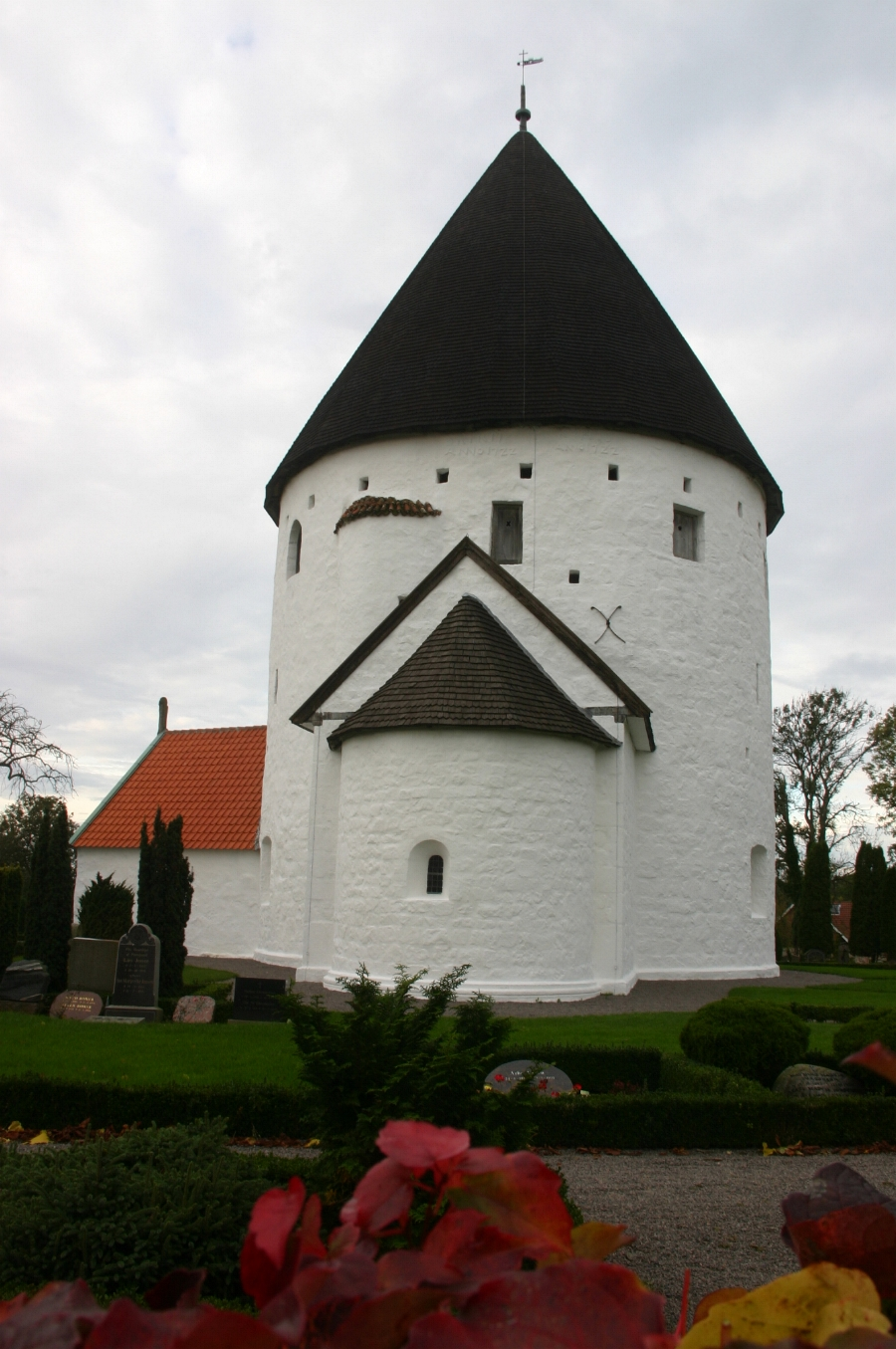
De ronde kerk van Olsker is een van de vier ronde kerken op Bornholm.